# Zone de secours DG
(nl) Hulpverleningszone DG
(de) Hilfeleistungszone DG
La zone de secours DG (en allemand: Hilfeleistungszone DG pour Deutschsprachige Gemeinschaft, soit la communauté germanophone de Belgique, en néerlandais : Hulpverleningszone DG), est l'une des 34 zones de secours de Belgique et l'une des 6 zones de la province de Liège, d'où son nom initial: zone de secours Liège 6.

## Caractéristiques
C'est la seule zone de secours à être germanophone, les autres étant soit francophones, néerlandophones ou bilingues (SIAMU de Bruxelles).
C'est également la seule zone de secours à couvrir  l'entierté du territoire d'une communauté belge, en l’occurrence la communauté germanophone de Belgique (aussi appelée l'« Ostbelgien »).
Tout comme le territoire de la communauté, son territoire est discontinu et séparé en deux pas une partie de la commune de Waimes (Zone de secours Warche-Amblève-Lienne).

### Communes protégées

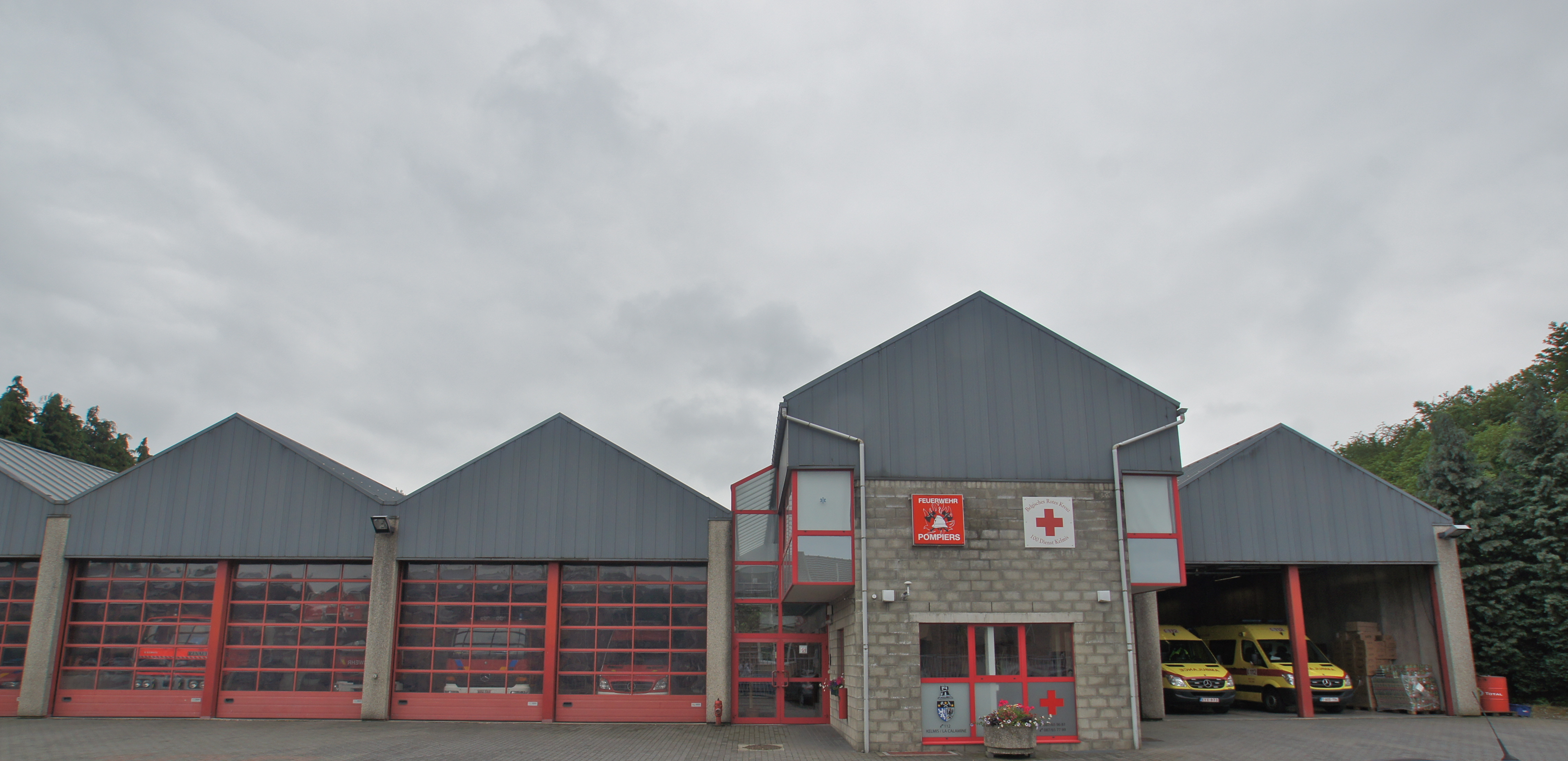
La caserne de La Calamine (Kelmis en allemand).

La zone de secours DG couvre les 9 communes de la communauté germanophone : Amblève, Bullange, Burg-Reuland, Butgenbach, Eupen, La Calamine, Lontzen, Raeren et Saint-Vith.

## Casernes

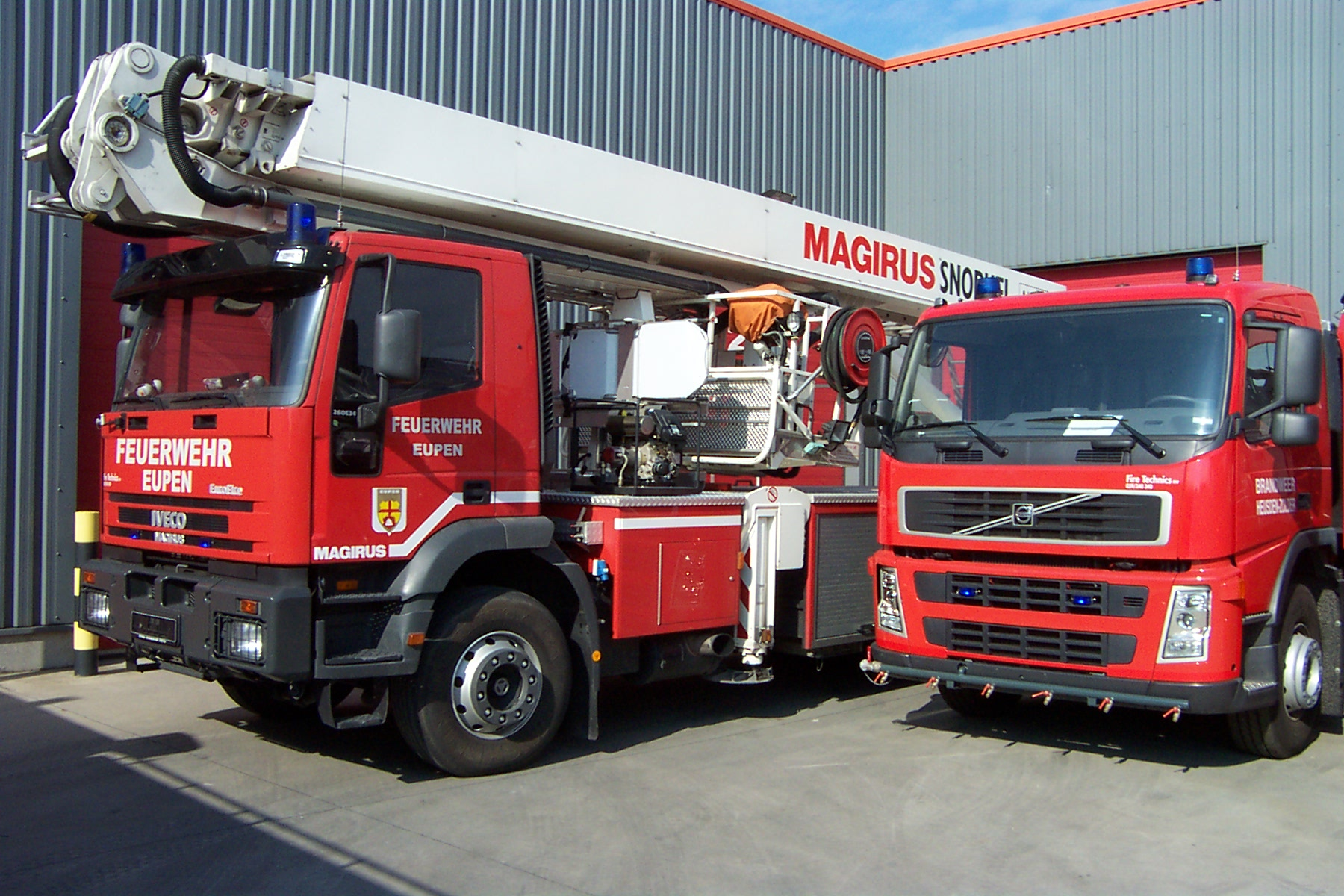
Auto-élévateur de la caserne d'Eupen sur châssis Iveco EuroFire.

La zone DG est constituée des casernes suivantes : Amblève, Bullange, Burg-Reuland, Eupen, La Calamine, Lontzen et Saint-Vith.

### Textes de loi
- Loi du 15 mai 2007 concernant la réforme de la sécurité civile belge[3].